# Lottia orbigny
Lottia orbigny is een slakkensoort uit de familie van de Lottiidae. De wetenschappelijke naam van de soort is voor het eerst geldig gepubliceerd in 1909 door Dall.